# Franz Koch (Germanist)
Franz Koch (* 21. März 1888 in Attnang, Oberösterreich; † 29. Dezember 1969 in Tübingen) war ein deutsch-österreichischer Germanist und Literaturhistoriker.

## Leben
Koch studierte an der Universität Wien, wo er sich der Oberösterreichischen akademischen Landsmannschaft Germania (seit 1923 Akademische Burschenschaft Oberösterreicher Germanen) anschloss, Philosophie und Sprachwissenschaft. Seine Promotion erfolgte 1912, seine Habilitation 1925. Ab 1925 war er Privatdozent für neuere deutsche Literaturgeschichte in Wien.
In der Zeit des Nationalsozialismus war Koch von 1935 bis 1945 als Ordinarius für deutsche Literatur- und Geistesgeschichte in Berlin tätig. 1936 gehörte er dem Beirat der Forschungsabteilung Judenfrage im Reichsinstitut für Geschichte des Neuen Deutschlands an. Nach der Lockerung der Mitglieder-Aufnahmesperre beantragte er am 12. Dezember 1937 die Aufnahme in die NSDAP und wurde rückwirkend zum 1. Mai desselben Jahres aufgenommen (Mitgliedsnummer 5.918.972). Im selben Jahr publizierte er das Buch Goethe und die Juden, das den Text eines Vortrags vor dem Reichsinstitut im Mai 1937 enthielt und im Nationalsozialismus das Bild des angeblich nationalistischen, antisemitischen Dichters maßgeblich förderte. Ab 1939 war er Herausgeber des Handbuchs des deutschen Schrifttums. 1940 publizierte er im Zentralverlag der NSDAP das Buch Dichtung und Glaube. Daneben war er Hauptlektor für Neuere Literaturgeschichte beim Amt Schrifttumspflege der Dienststelle von Alfred Rosenberg. Koch gehörte wie Adolf Bartels, Heinz Kindermann, Hellmuth Langenbucher, Walther Linden, Arno Mulot, Josef Nadler und Hans Naumann zu den führenden Literaturwissenschaftlern des „Dritten Reiches“.
Mit Josef Nadler, Karl Justus Obenauer, Walther Wüst und einigen anderen gehörte er zu den wenigen Fällen im Mai 1945 von den Alliierten aus politischen Gründen entlassener Germanistikprofessoren, die in den Jahren darauf keine Wiederzulassung mehr bekamen. Von 1946 bis 1952 lehrte Koch dennoch ohne Ordinariat an der Universität Tübingen. Nach dem Urteil Gerd Simons war Koch „der Prototyp eines nationalsozialistischen Germanisten“ und einer der „krassesten Rassisten“ unter ihnen. Obwohl er nie als Ordinarius an der Universität Tübingen gewirkt hatte, wurde er 1958 gegen den Widerstand der Fakultät dort emeritiert.
Kochs bekanntes Werk ist die Deutsche Kultur des Idealismus, die 1935 im Handbuch der Kulturgeschichte erschien.
In der Sowjetischen Besatzungszone wurden Kochs Schriften Goethe und die Juden (1937) und Geschichte deutscher Dichtung (1941) auf die Liste der auszusondernden Literatur gesetzt. In der Deutschen Demokratischen Republik folgte auf diese Liste noch das im Franz-Eher-Verlag erschienene Dichtung und Glaube (1940). Ende Juli 1945 wurde außerdem seine Mitgliedschaft in der vormaligen Preußischen Akademie der Wissenschaften, der er seit 1939 als ordentliches Mitglied angehörte, beendet.